# أروكاريا

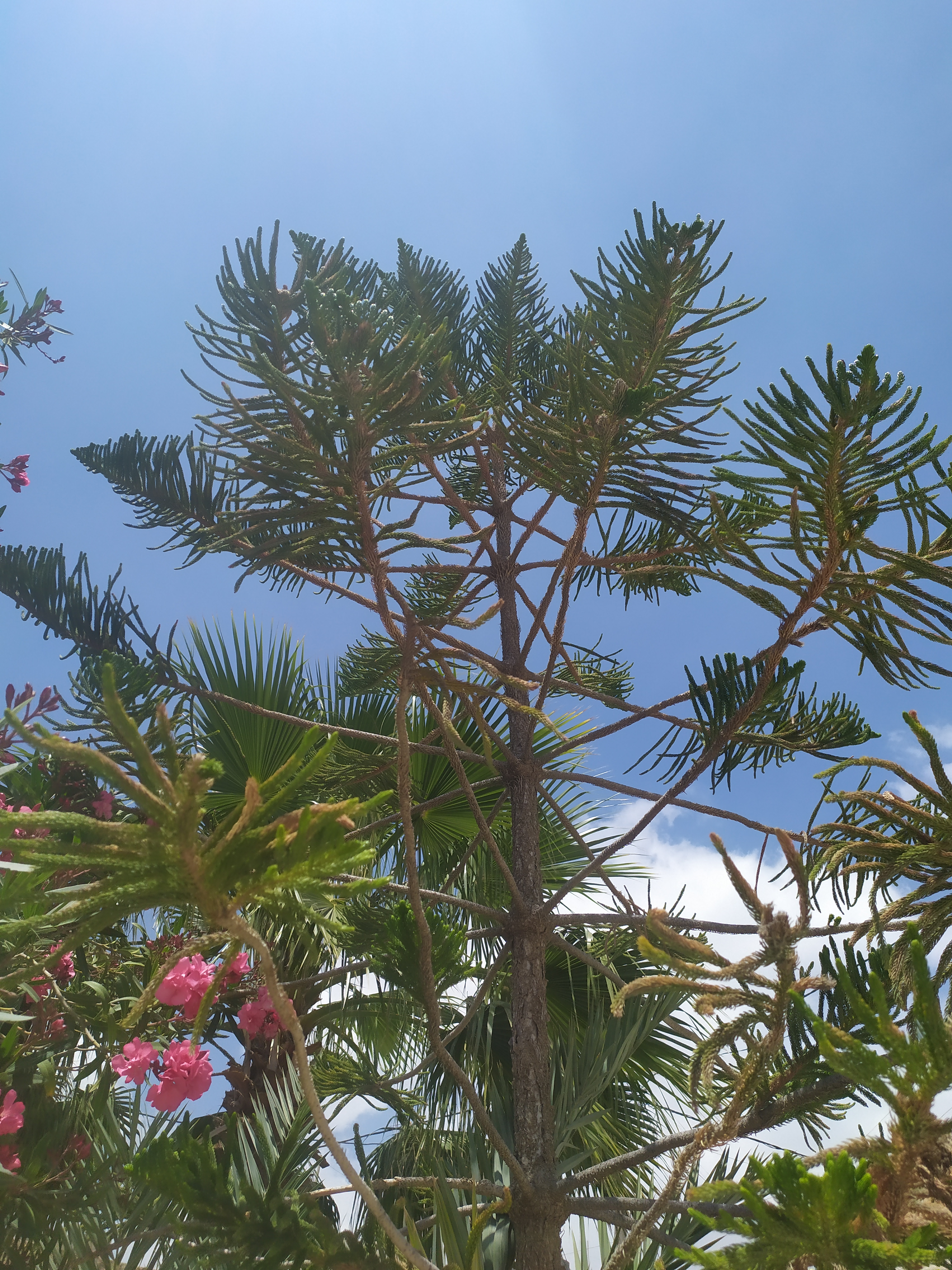
أشجار أروكاريا

الأروكارية أو الأروكاريا أو شمسية (الاسم العلمي: Araucaria) هي جنس من النباتات يتبع الفصيلة الأروكارية من رتبة الصنوبريات.